# Municipio de Kelso (Minnesota)
El municipio de Kelso (en inglés: Kelso Township) es un municipio ubicado en el condado de Sibley en el estado estadounidense de Minnesota. En el año 2010 tenía una población de 292 habitantes y una densidad poblacional de 3,17 personas por km².

## Geografía
El municipio de Kelso se encuentra ubicado en las coordenadas 44°30′00″N 94°4′11″O / 44.50000, -94.06972. Según la Oficina del Censo de los Estados Unidos, el municipio tiene una superficie total de 92.26 km², de la cual 92,26 km² corresponden a tierra firme y (0 %) 0 km² es agua.

## Demografía
Según el censo de 2010, había 292 personas residiendo en el municipio de Kelso. La densidad de población era de 3,17 hab./km². De los 292 habitantes, el municipio de Kelso estaba compuesto por el 97,26 % blancos, el 0,68 % eran asiáticos y el 2,05 % eran de una mezcla de razas. Del total de la población el 0 % eran hispanos o latinos de cualquier raza.